# Apache Sqoop
A Sqoop egy relációs adatbázis és Hadoop közötti adat továbbításra használható szoftver. A Sqoop 2012 márciusában vált az Apache felső szintű projektjévé. Használható pl. Hive vagy HBase táblák feltöltésére relációs adatbázisból vagy NoSQL adatbázisból.
A Microsoft Sqoop alapú konnektort használ adattovábbításra Microsoft SQL Server adatbázisból Hadoop-ba.
Couchbase szintén nyújt Sqoop alapú Couchbase-Hadoop konnektort.

## Külső hivatkozások
- Sqoop Wiki

## Fordítás
Ez a szócikk részben vagy egészben  a   Sqoop című angol Wikipédia-szócikk ezen változatának fordításán alapul.  Az eredeti cikk szerkesztőit annak laptörténete sorolja fel. Ez a jelzés csupán a megfogalmazás eredetét és a szerzői jogokat jelzi, nem szolgál a cikkben szereplő információk forrásmegjelöléseként.